# 广东农民协会南路办事处
广东农民协会南路办事处，位于中国广东省湛江市吴川市梅菉镇先锋街28号，为湛江市吴川市的一个市级文物保护单位，类型为近现代重要史迹及代表性建筑，公布时间为1999年9月15日。
广东农民协会南路办事处的历史年代为大革命时期。